# Melodinus yunnanensis
Melodinus yunnanensis är en oleanderväxtart som beskrevs av Ying Tsiang och P. T. Li. Melodinus yunnanensis ingår i släktet Melodinus och familjen oleanderväxter. Inga underarter finns listade i Catalogue of Life.